# Svínafellsjökull
Voir Hoffellsjökull pour la partie terminale occidentale de ce glacier.
Le Svínafellsjökull, terme islandais signifiant en français « glacier de Svínafell », est un glacier d'Islande constituant une langue glaciaire du Vatnajökull. Il est facilement accessible par une courte marche sur un sentier non loin de Skaftafell.

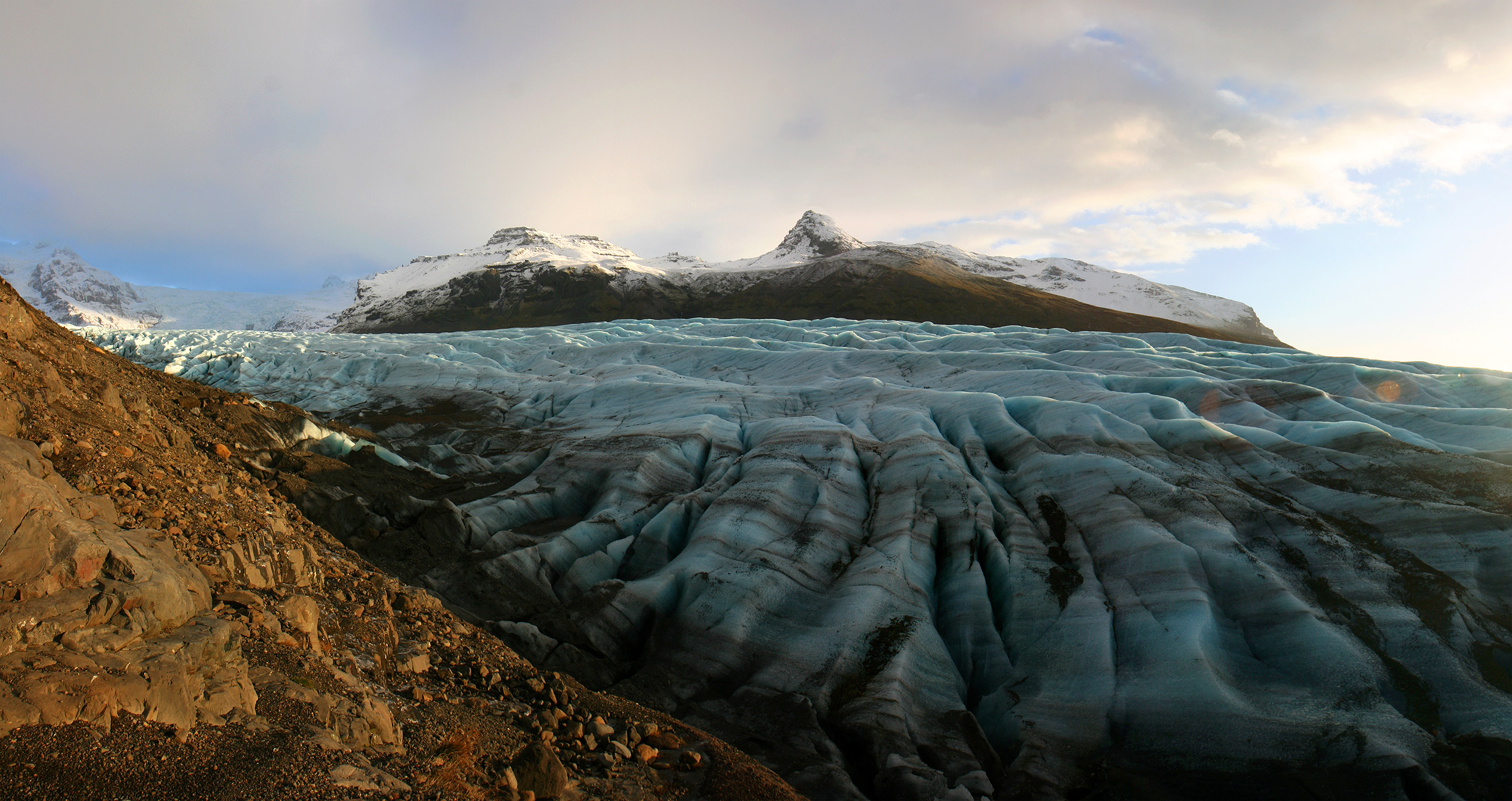
Vue panoramique du Svínafellsjökull.